# Лафаєтт (Джорджія)
Лафаєтт (англ. LaFayette) — місто (англ. city) в США, в окрузі Вокер штату Джорджія. Населення — 6888 осіб (2020).

## Географія
Лафаєтт розташований за координатами 34°42′31″ пн. ш. 85°16′54″ зх. д. / 34.70861° пн. ш. 85.28167° зх. д. (34.708654, -85.281530).  За даними Бюро перепису населення США в 2010 році місто мало площу 21,16 км², уся площа — суходіл.

## Демографія
Згідно з переписом 2010 року, у місті мешкала 7121 особа в 2826 домогосподарствах у складі 1782 родин. Густота населення становила 337 осіб/км².  Було 3258 помешкань (154/км²).
Расовий склад населення:
| - 88,6 % — білих - 7,5 % — чорних або афроамериканців - 0,9 % — азіатів - 0,4 % — корінних американців - 0,1 % — вихідців з тихоокеанських островів |

До двох чи більше рас належало 1,9 %. Частка іспаномовних становила 2,1 % від усіх жителів.
За віковим діапазоном населення розподілялося таким чином: 24,1 % — особи молодші 18 років, 59,3 % — особи у віці 18—64 років, 16,6 % — особи у віці 65 років та старші. Медіана віку мешканця становила 38,4 року. На 100 осіб жіночої статі у місті припадало 86,6 чоловіків;  на 100 жінок у віці від 18 років та старших — 84,2 чоловіків також старших 18 років.
Середній дохід на одне домашнє господарство  становив 42 062 долари США (медіана — 29 688), а середній дохід на одну сім'ю — 54 222 долари (медіана — 42 273). Медіана доходів становила 36 388 доларів для чоловіків та 29 444 долари для жінок. За межею бідності перебувало 23,3 % осіб, у тому числі 30,5 % дітей у віці до 18 років та 8,4 % осіб у віці 65 років та старших.
Цивільне працевлаштоване населення становило 2543 особи. Основні галузі зайнятості: виробництво — 22,2 %, освіта, охорона здоров'я та соціальна допомога — 19,9 %, мистецтво, розваги та відпочинок — 14,2 %, роздрібна торгівля — 11,2 %.